# One Woman: The Ultimate Collection
One Woman: The Ultimate Collection — сборник лучших хитов американской певицы Дайаны Росс, выпущенный в 1993 году лейблом EMI для распространения в Великобритании и Европе. Позже сборник был издан во всём мире, в том числе и в США. Альбом должен был стать альтернативой выпущенному бокс-сету Forever Diana: Musical Memoirs. Это самый продаваемый альбом певицы в Великобритании.

## Список композиций
1. «Where Did Our Love Go» — 2:37
2. «Baby Love» — 2:37
3. «You Can’t Hurry Love» — 2:55
4. «Reflections[англ.]» — 2:53
5. «Reach Out and Touch» — 3:00
6. «Ain’t No Mountain High Enough» — 3:31
7. «Touch Me in the Morning» — 3:28
8. «Love Hangover» — 3:46
9. «I’m Still Waiting» — 3:44
10. «Upside Down» — 4:08
11. «Theme from Mahogany (Do You Know Where You’re Going To)» — 3:25
12. «Endless Love» (дуэт с Лайонелом Ричи) — 4:30
13. «Why Do Fools Fall in Love» — 2:56
14. «Chain Reaction» — 3:49
15. «When You Tell Me That You Love Me» — 4:13
16. «One Shining Moment» — 4:47
17. «If We Hold on Together» — 4:11
18. «The Best Years of My Life» — 4:24
19. «Your Love» — 4:05
20. «Let’s Make Every Moment Count» — 4:20

## Позиции в хит-парадах
| Хит-парад (1993)                 | Высшая позиция |
| -------------------------------- | -------------- |
| Великобритания (UK Albums Chart) | 1              |
| Германия (Media Control)         | 79             |
| Европа (European Top 100 Albums) | 10             |
| Нидерланды (Album Top 100)       | 55             |
| Франция (IFOP)                   | 5              |

| Хит-парад (1993)     | Позиция |
| -------------------- | ------- |
| Великобритания (OCC) | 5       |
| Хит-парад (1994)     | Позиция |
| Великобритания (OCC) | 23      |

## Сертификации и продажи
| Регион | Сертификация  | Продажи    |
| --- | ------------- | ---------- |
| Бельгия (BEA) | Платиновый    | 50 000*    |
| Великобритания (BPI) | 4× Платиновый | 1 200 000^ |
| Франция (SNEP) | Золотой       | 100 000*   |
| * Данные о продажах приведены только на основе сертификации. ^ Данные о тиражах приведены только на основе сертификации. |               |            |